# Coupe Davis 1933

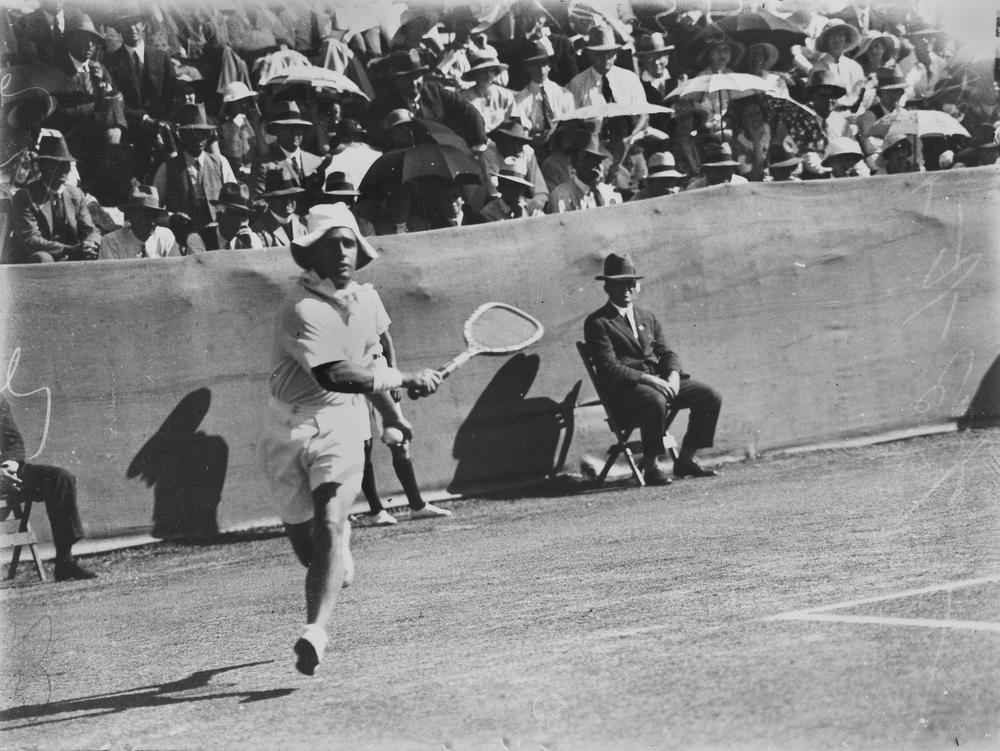
Le joueur de tennis australien Adrian Quist retourne la balle lors d’un match de la Coupe Davis contre l’Angleterre, 1933

La Coupe Davis 1933 est remportée par le Royaume-Uni face à la France.

## Finale
Équipe de Grande-Bretagne de Coupe Davis : Henry W. Austin, George P. Hughes, Harold G.N. Lee, Fred J. Perry - Capitaine : Herbert Barrett
Équipe de France de Coupe Davis : Jean Borotra, André Merlin, Jacques Brugnon, Henri Cochet - Capitaine : René Lacoste
| | France | 2                                  | -  | 3 | Royaume-Uni |   |   |
| --- | ------ | ---------------------------------- | -- | - | ----------- | - | - |
| Stade Roland-Garros, Paris |        |                                    |    |   |             |   |   |
| du 28 juillet au 30 juillet 1933 |        |                                    |    |   |             |   |   |
| \| 1 \| \| André Merlin \| 3 \| 4 \| 0 \| \| \| \| 1 \| \| Henry W. Austin \| 6 \| 6 \| 6 \| \| \| \| 2 \| \| Henri Cochet \| 10 \| 4 \| 6 \| 6 \| 1 \| \| 2 \| \| Fred J. Perry \| 8 \| 6 \| 8 \| 3 \| 6 \| \| 3 \| \| Jean Borotra - Jacques Brugnon \| 6 \| 8 \| 6 \| \| \| \| 3 \| \| George P. Hughes - Harold G.N. Lee \| 3 \| 6 \| 2 \| \| \| \| \| \| \| \| \| \| \| \| \| 4 \| \| Henri Cochet \| 5 \| 6 \| 4 \| 6 \| 6 \| \| 4 \| \| Henry W. Austin \| 7 \| 4 \| 6 \| 4 \| 4 \| \| \| \| \| \| \| \| \| \| \| 5 \| \| André Merlin \| 6 \| 6 \| 2 \| 5 \| \| \| 5 \| \| Fred Perry \| 4 \| 8 \| 6 \| 7 \| \| \| \| \| \| \| \| \| \| \| |        |                                    |    |   |             |   |   |
| 1 |        | André Merlin                       | 3  | 4 | 0           |   |   |
| 1 |        | Henry W. Austin                    | 6  | 6 | 6           |   |   |
| 2 |        | Henri Cochet                       | 10 | 4 | 6           | 6 | 1 |
| 2 |        | Fred J. Perry                      | 8  | 6 | 8           | 3 | 6 |
| 3 |        | Jean Borotra - Jacques Brugnon     | 6  | 8 | 6           |   |   |
| 3 |        | George P. Hughes - Harold G.N. Lee | 3  | 6 | 2           |   |   |
| |        |                                    |    |   |             |   |   |
| 4 |        | Henri Cochet                       | 5  | 6 | 4           | 6 | 6 |
| 4 |        | Henry W. Austin                    | 7  | 4 | 6           | 4 | 4 |
| |        |                                    |    |   |             |   |   |
| 5 |        | André Merlin                       | 6  | 6 | 2           | 5 |   |
| 5 |        | Fred Perry                         | 4  | 8 | 6           | 7 |   |
| |        |                                    |    |   |             |   |   |